# ジャック・ケイド

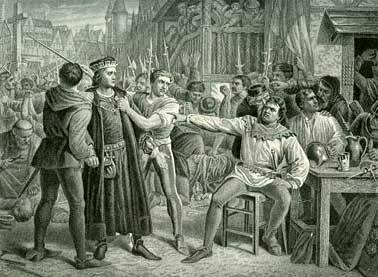
捕らえられた要人と面会するジャック・ケイド

ジャック・ケイド（Jack Cade, ? - 1450年7月12日）は、中世イングランドの人物。イングランド王ヘンリー6世の政権に反乱を起こし政治改革を要求した。
素性は不明で「ケントの隊長」「ジョン・アメンドール」など多くの偽名を使っていた。そのうちの1つ「ジョン・モーティマー」を名乗る際、マーチ伯エドマンド・モーティマーの庶子を自称していた。
1450年5月、ヘンリー6世の側近だったサフォーク公ウィリアム・ド・ラ・ポールが暗殺されると、財務大臣セイ＝シール男爵ジェームズ・ファインズが暗殺に関与した疑いでケント全体に処罰を与えるという噂が流れ、ケントは騒然となった。ジェントリ・農民を中心として3000人がジャック・ケイドに率いられ挙兵、ロンドンへ行軍し南東のブラックヒースに到着すると、反乱軍は2万人（または4万人）を集め6月1日にヘンリー6世へ向けた抗議文を発表した。内容は国王打倒ではなく政権の改造を望む物で、ヨーク公リチャードを政権に登用して腐敗に満ちた側近政治を改めるよう要求していた。しかしヘンリー6世ら政府は拒否して武力行使を選んだため、近郊のセブンオークスへ退いたケイドも迎え撃ち6月18日に両軍は衝突した。
戦いは軍を分割する失策を犯した国王軍が敗れ、ヘンリー6世はウォリックシャーへ逃亡、反乱軍は勢いに乗りロンドンへ進軍した。到着後反乱軍はセイ＝シール男爵ら政府の要人達を殺害、略奪に走ったが、やがて7月にロンドン橋やサザークで反撃した国王軍と戦い、政府から反乱軍への恩赦が出されたため解散した。ケイドはサセックスへ逃亡したが、追手との戦闘で重傷を負い捕らえられ、ロンドンの護送中に死亡した。首は切断されロンドン橋に晒され、胴体も四つ裂きにされ反乱に協力の疑いがある町へ送られた。
反乱軍が希望していた政治改革はなされなかったが、ヘンリー6世がサマセット公エドムンド・ボーフォートを側近に取り立てたことで危機感を強めたヨーク公が側近政治を攻撃、サマセット公との対立が激化して薔薇戦争が勃発した。ケイドら反乱軍の行動はジョン・ファストルフの家来で反乱軍に捕らえられていたジョン・ペインが書き残している。